# روان رناتو
روان رناتو (انگلیسی: Ruan Renato؛ زادهٔ ۱۴ ژانویهٔ ۱۹۹۴) بازیکن فوتبال اهل برزیل است.
از باشگاه‌هایی که در آن بازی کرده‌است می‌توان به باشگاه فوتبال آستریا وین اشاره کرد.